# Cư Lễ
Cư Lễ là một xã thuộc huyện Na Rì, tỉnh Bắc Kạn, Việt Nam.

## Địa lý
Xã Cư Lễ có vị trí địa lý:
- Phía bắc giáp xã Văn Minh và xã Sơn Thành
- Phía đông và phía nam giáp tỉnh Lạng Sơn
- Phía tây giáp xã Trần Phú và xã Văn Minh.

Xã Cư Lễ có diện tích 60,52 km², dân số năm 2019 là 2.044 người, mật độ dân số đạt 33 người/km².
Cư Lễ có tuyến quốc lộ 3B chạy qua địa bàn. Xã có ngọn núi Pia Ngôm cao 1.192m tạo thành ranh giới với tỉnh Lạng Sơn. Các con suối trong xã gồm suối Cư Lễ, khuổi Phin, khuổi Cuông.

## Hành chính
Xã Cư Lễ được chia thành 14 bản: Khau Ngoà, Khau An, Pò Rí, Pò Pái, Phja Khao, Khau Pần, Cạm Myầu, Kéo Đeng, Pác Phàn, Pò, Nà Lẹng, Sắc Sái, Khuổi Quân, Nà Dài.